# DN1E
DN1E este un drum național secundar din România, aflat în întregime în județul Brașov, care leagă reședința acestui județ, Brașov, de orașul Râșnov, trecând prin Poiana Brașov. Reprezintă singura arteră carosabilă pentru accesul în Poiana Brașov.

## Istoric
Poiana Brașov a fost cunoscută drept stațiune turistică încă de la începutul secolului al XX-lea, datorită peisajelor încântătoare, microclimatului blând, favorabil în toate anotimpurile, și a posibilităților extinse de practicare a sporturilor de iarnă. Morfologic, stațiunea se compune din Poiana de Jos (numită uneori eronat „Poiana Mică”, dar fiind de fapt menționată în documente istorice drept „Poiana Mare”, datorită întinderii ei) și Poiana de Sus (zona de la baza versantului montan, în care s-au dezvoltat cu precădere dotările turistice și de agrement).
Anterior, Poiana Brașov avea doar utilizare de fâneață și pășune alpină, fiind legată de orașul Brașov doar printr-un drum de care cu multe ocolișuri, traversând culmile Stejerișului (actuala potecă marcată cu triunghi galben), și o potecă îngustă greu accesibilă, ce pornea de la Pietrele lui Solomon pe Valea Oabănului.

### Drumul Vechi

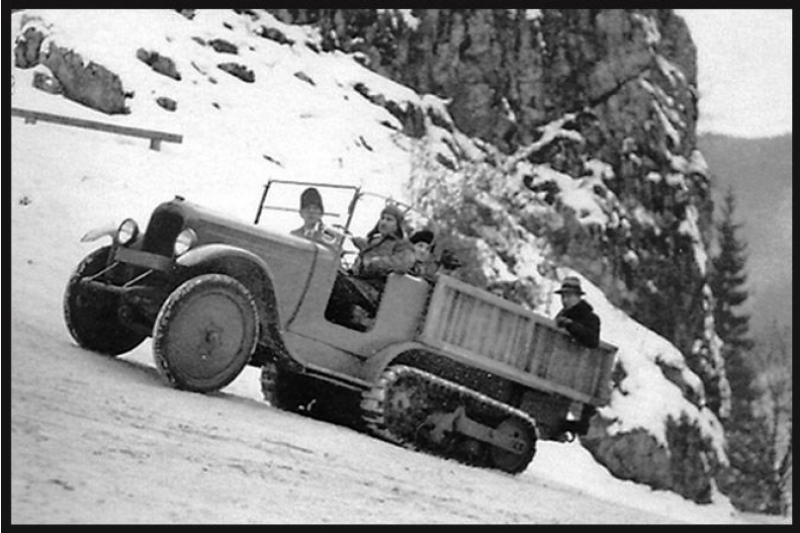
Autoșenilă pe Drumul Vechi (colecția Titus Măzgăreanu). Foto: perioada 1932-1933

La sfârșitul anului 1879, este proiectat primul drum „modern” care a legat orașul de Poiana Brașov, cunoscut astăzi sub numele de „Drumul Vechi” – în prezent, drum pietonal de agrement.
Acesta a fost realizat în perioada imediat următoare, prin prelungirea drumului dintre Șcheiul de Sus și Pietrele lui Solomon, pe un traseu tăiat cu serpentine în versantul abrupt și stâncos al Văii Oabănului.
În anii 1930–1950, datorită apariției circulației cu autovehicule, drumul a beneficiat de repetate lucrări de îmbunătățire, însă principalele caracteristici care îngreunau traficul au rămas nerezolvate: lățimea ce nu permitea decât în anume locuri petrecerea vehiculelor circulând din sensuri opuse, curbele cu raze prea mici și pantele foarte accentuate. 
Totuși, începând din 1932, a fost introdus pe acest drum și transportul public, mai întâi cu mici autoșenile, apoi cu autocamioane de tip militar cu tracțiune multiplă, amenajate corespunzător pentru pasageri, dar deschise. 
Această situație s-a perpetuat până la începutul anilor 1960, când – datorită creșterii traficului și a dezvoltării bazei turistice a stațiunii – s-a decis construirea unui nou drum cu caracteristici tehnice îmbunătățite, pornind de la Livada Poștei și urmând îndeaproape firul vechiului drum de care de pe Stejeriș.
În linii mari, traseul a fost ales conform unui proiect de principiu propus încă din 1933, dar nerealizat la acea vreme din motive economice.

### Drumul Nou

#### Variantele de construire propuse
Au existat trei variante de traseu care s-au studiat la acea vreme:
- Varianta 1: prevedea realizarea unui traseu alcătuit din modernizarea a 2,7 km de străzi în cartierul Șchei, cu demolări masive de case, iar în continuare un drum nou de 8 km lungime, desfășurat cu multe serpentine pe versanții abrupt al Văii Oabănului, cu mari lucrări de artă (ziduri de sprijin) și cu mare valoare de investiție și fără nici o valoare turistică. În afară de aceste lucrări, demolarea unor numeroase construcții vechi din cartierul istoric Șchei, ar fi fost greu de acceptat de organele centrale pentru protejarea patrimoniului istoric.[2]
- Varianta a 2-a: O altă variantă avea ca punct de plecare zona centrala a Brașovului, respectiv zona pietei centrale (magazinul Star) cu desfășurare pe versantul nordic al muntelui Tâmpa și al Crucurului, în lungime totala de circa 20 km. Față de prima variantă, prezenta avantajul că avea începutul în zona centrală a Brașovului, nu necesita demolări, dar avea dezavantaje majore: lipsa valorii turistice, necesita lucrări complexe, avea o lungime mare și costa foarte mult.[2]
- Varianta a 3-a, propusă și acceptată în final de organele locale și centrale, avea urmatoarele avantaje: începutul traseului era central, respectiv str. Livada Poștei în prelungirea Bulevardului Eroilor, nu impunea nici o demolare, traseul avea o mare valoare turistică, permitea realizarea unui mic cartier de locuințe pe zona însorită a dealului Warthe, cu o frumoasă vedere de perspectivă asupra orașului Brașov.[2]

#### Începerea lucrărilor

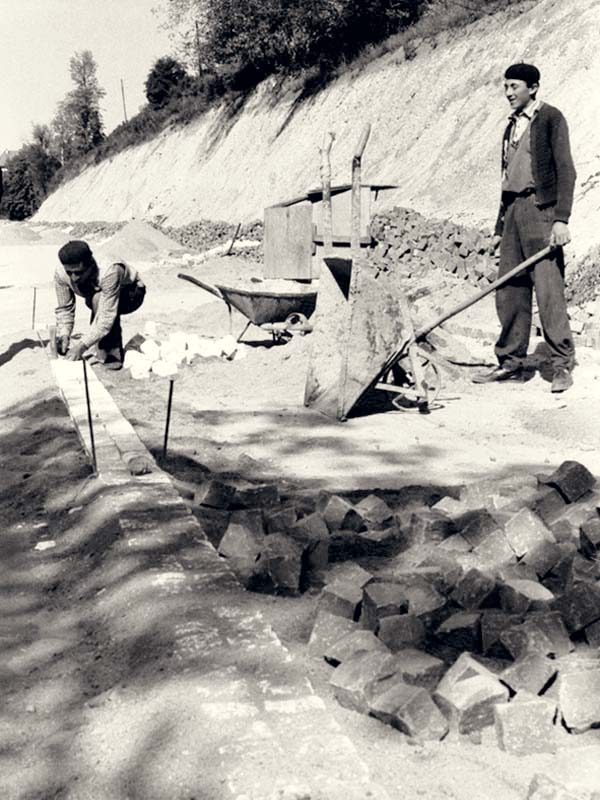
Construire DN 1E pe aliniamentul Belvedere-Warte. Foto: 1964 (colecția G. Hilohi)

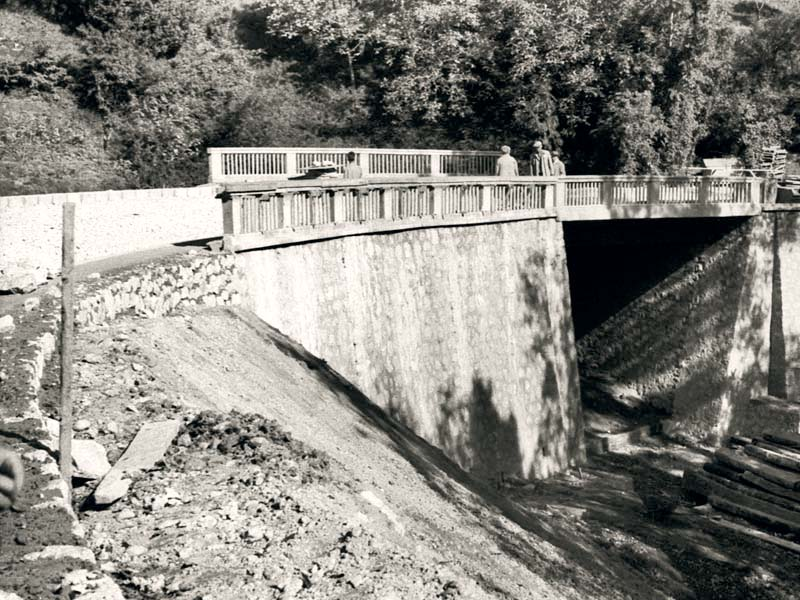
Construirea drumului turistic DN 1E: km 1+226,55 peste valea care se scurge în Canalul Graft. Se observă Ing. Alexandru Filipescu al doilea din dreapta. Foto: 1964 (colecția G. Hilohi)

Proiectarea noului drum s-a desfășurat etapizat în perioada 1961-1965, sub coordonarea șefului de proiect, inginerul Alexandru Filipescu (investit cu distincția de „cetățean de onoare” al Brașovului în anul 2017, inclusiv pentru meritele în realizarea drumului) și prin priceperea deosebită și eforturile susținute ale proiectantului Dumitru Gonțea, alături de colectivul de specialitate din cadrul Institutului Regional de Proiectare Brașov (devenit mai târziu „Institutul Proiect-Brașov”).
Față de vechiul drum în lungime de 7,2 km, ce avea 23 de curbe (unele cu raze de doar 12 m), declivități de 16% și lățime a platformei de doar 4,5 m, noul drum proiectat, în lungime de 12,4 km, corespundea întru totul cerințelor unui trafic modern, la viteza de calcul de 40 km/h. 
Curbele au fost concepute cu raze de minimum 20 m, cu o singură excepție – curba în ac de păr cu rază de 15 m, de deasupra Turnului Negru). 
Serpentinele majore au beneficiat, în baza celor mai avansate metode de proiectare, de o configurare a traseului în arc de clotoidă, pentru fluență maximă a parcursului. 
Declivitățile au fost limitate la 7% (cu excepția unui scurt tronson intravilan de pe Livada Poștei), iar profilul transversal asigura în mod continuu două benzi de circulație cu lățime standard, drumul devenind astfel accesibil pentru toate categoriile de vehicule. 
Datorită poziționării în principal pe culmea dealurilor, nu au fost necesare decât un număr restrâns de podețe: 7 boltite cu diametru de 3 m, 7 dalate cu deschidere de 1 m și un podeț cu deschidere de 10 m în zona Turnul Alb. 
Un succes al proiectării drumului, pe traseul respectiv, a fost și acela al însoririi permanente și al oferirii unei mari varietăți de perspective dinamice asupra peisajului natural, dar și asupra cartierelor istorice pitorești ale orașului.
Lucrările de execuție ale drumului proiectat au fost încredințate ICT-ului (Înteprinderea de Construcții și Transporturi Brașov – Director Ing. Ghiță M., respectiv șantierului CT 35 - Șef șantier Tehn. Diaconescu Pompiliu).
Lucrările au fost precedate de organizarea a două tabere pentru cele două loturi, amplasate la km 2 + 300 în zona restaurantului Warthe și la km 9 + 200 de la Poiana de Jos. Șantierul a început lucrările de terasamente în trimestrul al IV-lea din anul 1962, concomitent prin cele două loturi, asigurându-se printr-o bună organizare tehnică continuitatea execuției chiar pe parcursul lunilor de iarnă, astfel că pe data de 19 decembrie 1964 drumul s-a dat în circulație în condiții de șantier (fără îmbrăcămintea rutieră asfaltică) pe sectorul cuprins între Livada Poștei (actuală Șirul Livezii) și Cabana Vânătorilor (actuală Cabana Căprioara), în lungime de 10,5 km.
În acest interval scurt de timp s-au executat în procent de 80 % peste 100.000 mc terasamente și 100.000 mc derocări în stâncă dură și semidură, împreună cu toate lucrările de artă aferente.
Restul de 20 % din lucrările de terasamente s-au executat manual cu un însemnat procent de muncă voluntară prestată organizat de elevi, studenți, salariați și militari. 

#### Finalizarea lucrărilor
În anul 1965 lucrările s-au continuat cu executarea rigolelor, parapeților, consolidarea taluzelor și a îmbrăcăminții definitive, astfel încât în septembrie 1965, primul tronson al drumului a fost complet terminat. În trimestul III 1965 s-au inceput lucrarile si pe ultimul sector cuprins între Cabana Vânătorilor și Cabana Capra Neagră în lungime de 1,8 km, terminându-se în trimestrul al III-lea din anul 1966.
Trebuie evidențiat faptul că în scopul reducerii valorii de investiție a drumului, s-a prevăzut prin proiect ca întreaga cantitate de 32.000 mc piatră spartă pentru fundație și macadam și 17.000 mc piatră brută pentru zidurile de sprijin, parapeți și rigole să fie obținute local prin cele două stații de concasare provizorii amplasate la km 4 + 100 și km 8 + 500 care au prelucrat întreg volumul de piatră rezultat din derocările de terasamente.
Întregul drum a fost pus la dispoziția publicului începând cu luna ianuarie a anului 1966, sub forma cunoscută și astăzi, cu mici îmbunătățiri aduse în primii ani de exploatare: supralărgirea unor curbe, stabilizarea suplimentară a unor taluzuri, parcările de belvedere, alveolele pentru stații de autobuz, parcarea de la intrarea în stațiune.
Drumul a fost considerat o premieră la acea vreme datorită complexității lucrărilor și a faptului că era o șosea cu preponderență montană. A fost nevoie de săpături în zona Warte, de consolidare a parapeților, de un calcul exact al curbelor și serpetinelor pentru ca drumul să prezinte maximă siguranță. 
Lucrările au fost executate perfect și drumul a rezistat foarte bine în timp.

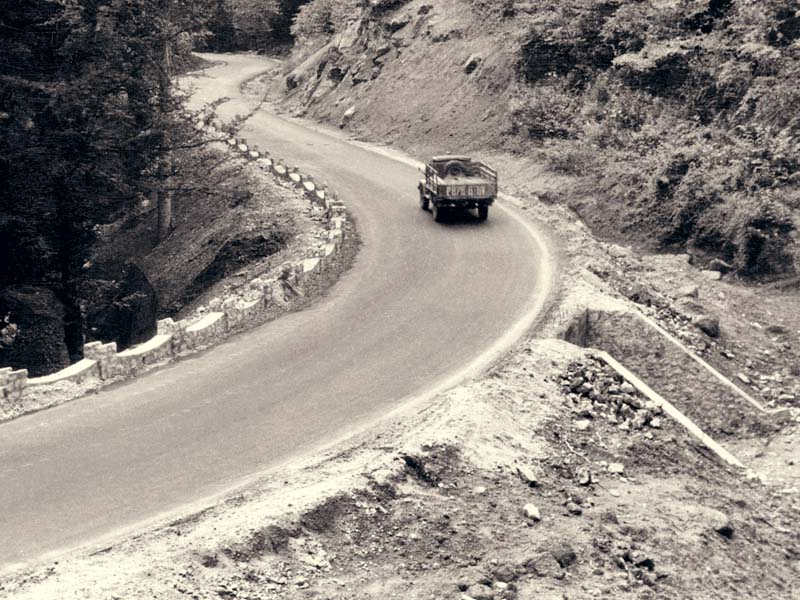
Zona obârșiei Văii Dracului. Foto: 1965
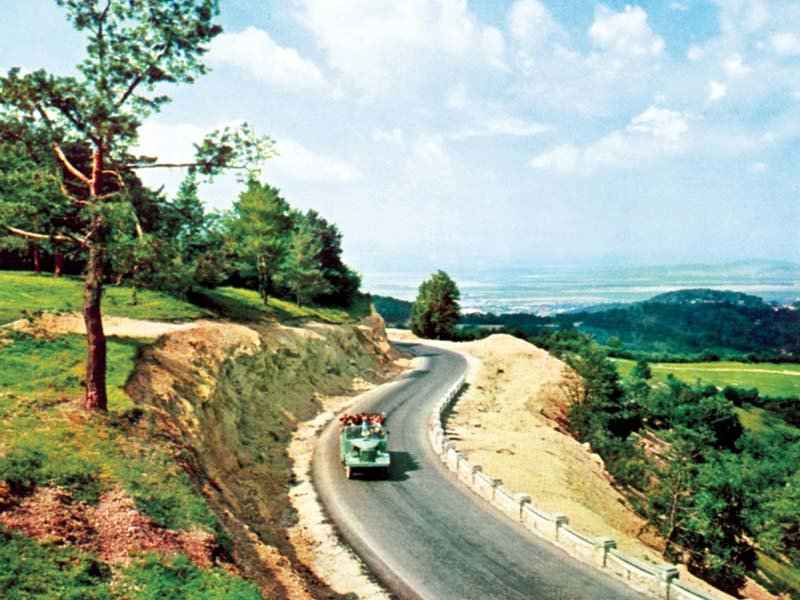
Vedere în zona parcărilor de la "Belvedere". Foto: carte poștală 1965-1966
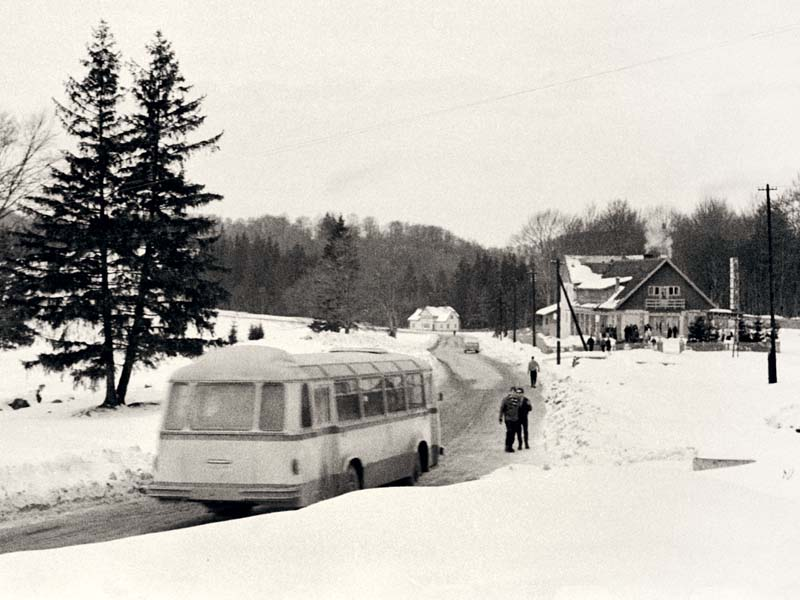
Cabana Vânătorilor. Foto: ianuarie 1966
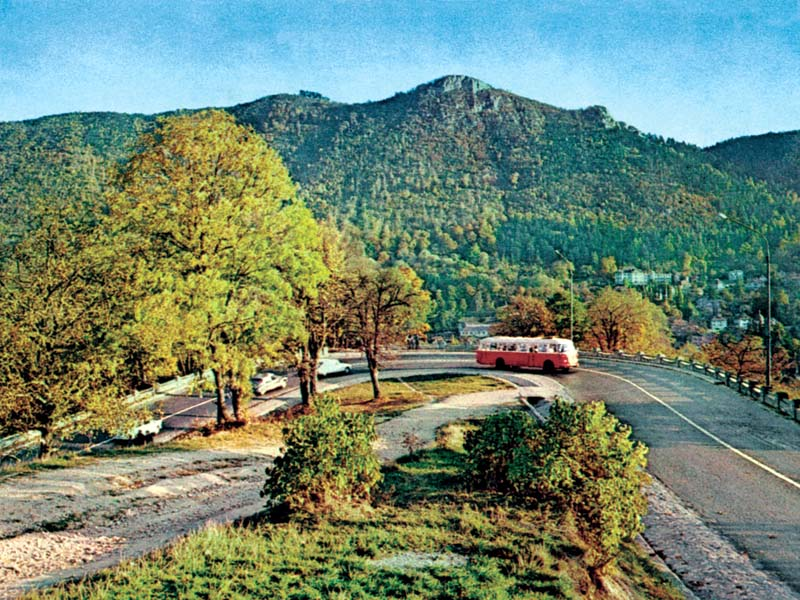
Curba de la km 1+350, cu panorama muntelui Tâmpa. Foto: 1967

### Clasificarea ca drum național

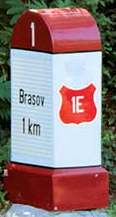
Bornă kilometrică pe DN1E

Drumul era inițial clasificat și bornat similar drumurilor naționale, însă nu se afla în exploatarea Ministreului Transporturilor și Telecomunicațiilor, ci în cea a Ministerului Turismului (categoria „drum turistic”).
În urma dispariției – după 1990 – a acestui minister și a privatizării unităților sale din subordine, ce asigurau exploatarea și întreținerea drumului, acesta a fost trecut în anul 1997 în patrimoniul și exploatarea Consiliului Județean Brașov, primind indicativul DJ 101H. 
Prin Hotărârea de Guvern nr. 1325 din 13 noiembrie 2003, drumul devine național, fiind clasificat ca DN 1E (înglobând în prelungire și fostul drum comunal DC 84, realizat în anii 1970 între Poiana Brașov și Râșnov). 
Ultima îmbunătățire tehnică, realizată la acel moment, a fost înlocuirea cu asfalt a îmbrăcăminților inițiale din pavaj de calupuri din bazalt, pe aproximativ 3 km lungime (zona intravilană și serpentinele).

## Drumul spre Poiană astăzi
Drumul Brașov (Livada Poștei) – Warte – Poiana Brașov – Râșnov asigură în prezent în bune condiții accesul vizitatorilor stațiunii, cu mijloace auto individuale cu sau transportul public, urmând a beneficia și de un nou parking etajat situat în Poiana de Jos (finalizare 2017).  Doar în câteva zile pe an (în sezonul de iarnă), cerințele mult prea mari de trafic impun restricționarea accesului.
În paralel cu utilizările domestice, drumul a fost folosit încă de la început, cu regularitate, și pentru competiții sportive automobilistice.
În ultimii ani, adiacent drumului s-a intensificat construirea de locuințe și dotări de agrement, primii săi doi kilometri fiind practic înglobați astăzi în țesutul urban.
Accesul între Municipiul Brașov și stațiunea Poiana Brașov se poate face fie cu autoturismul personal fie cu autobuzele traseului nr. 20 ale S.C. RATBV S.A. care pleacă de la capătul de linie „Livada Poștei” (lângă Rectorat sau vis-a-vis de Cercul Militar/AJOFM) și are ca destinație stația amplasată lângă parcarea mare din Poiana Brașov.

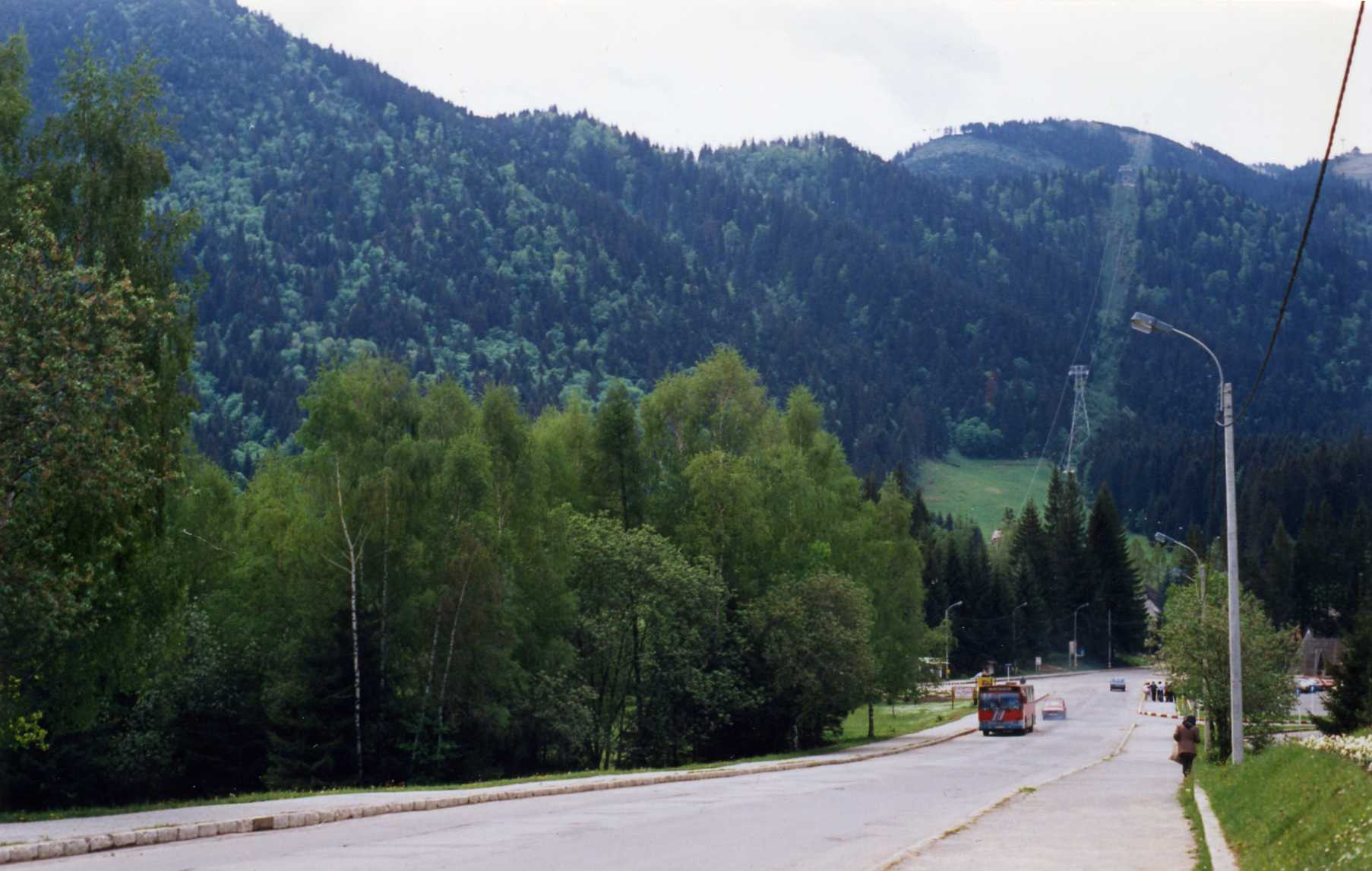
Poiana Brașov - Autobuz DAC. Foto: 1994
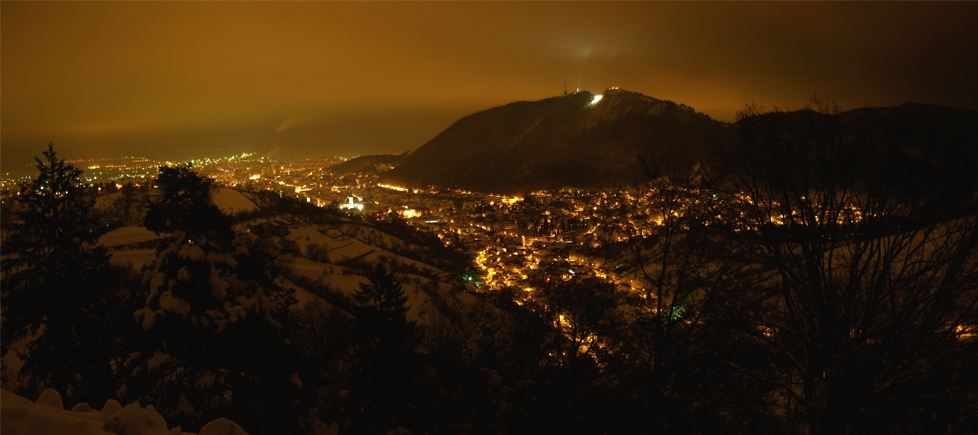
Panoramă asupra Brașovului din punctul Belvedere de pe DN1E. Foto: 2007
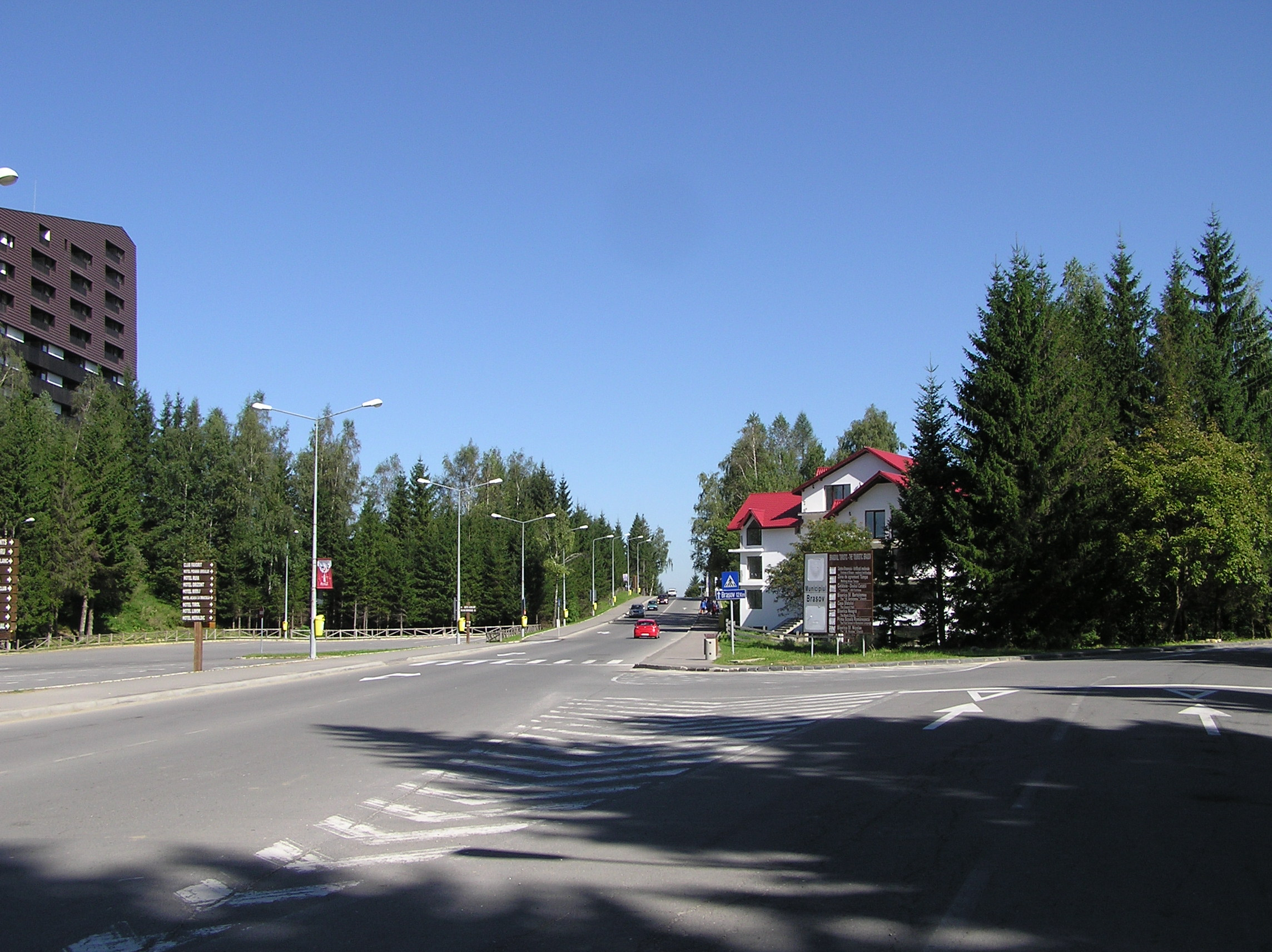
DN 1E la ieșirea din Poiana Brașov spre Brașov
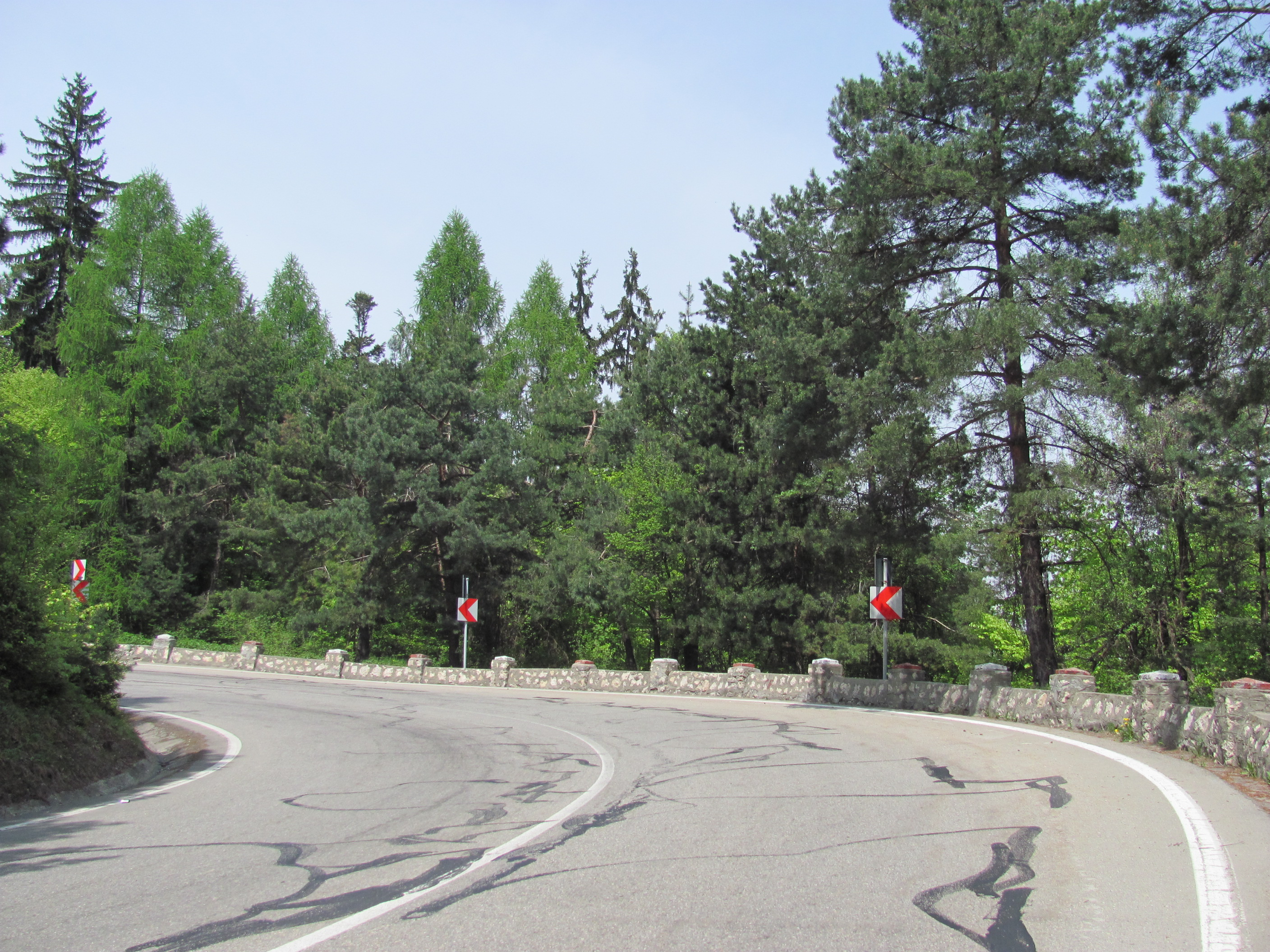
DN 1E - Serpentinele din Văgleniște. Foto: 2011
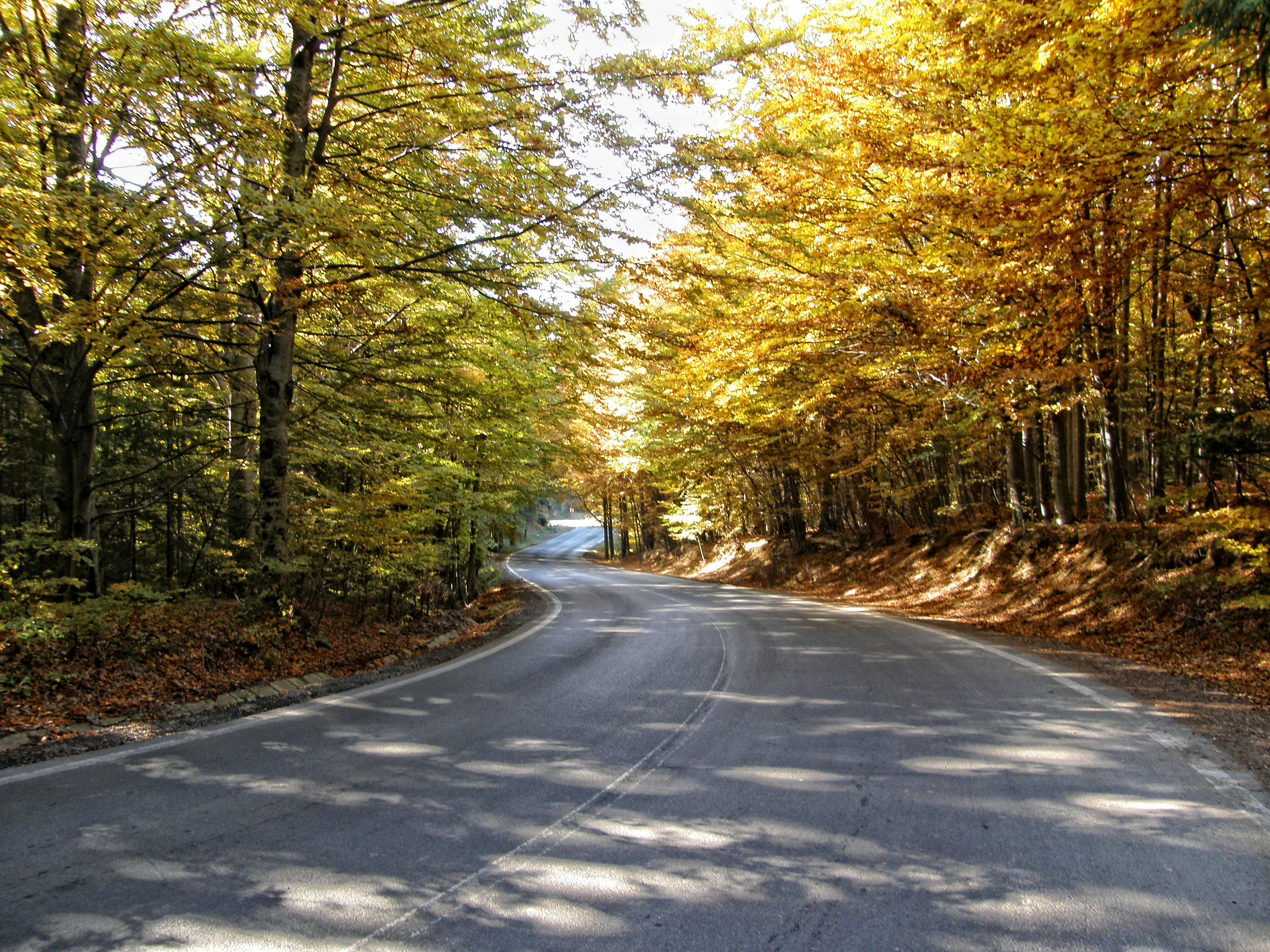
DN 1E între Poiana Brașov și Râșnov. Foto: 2011
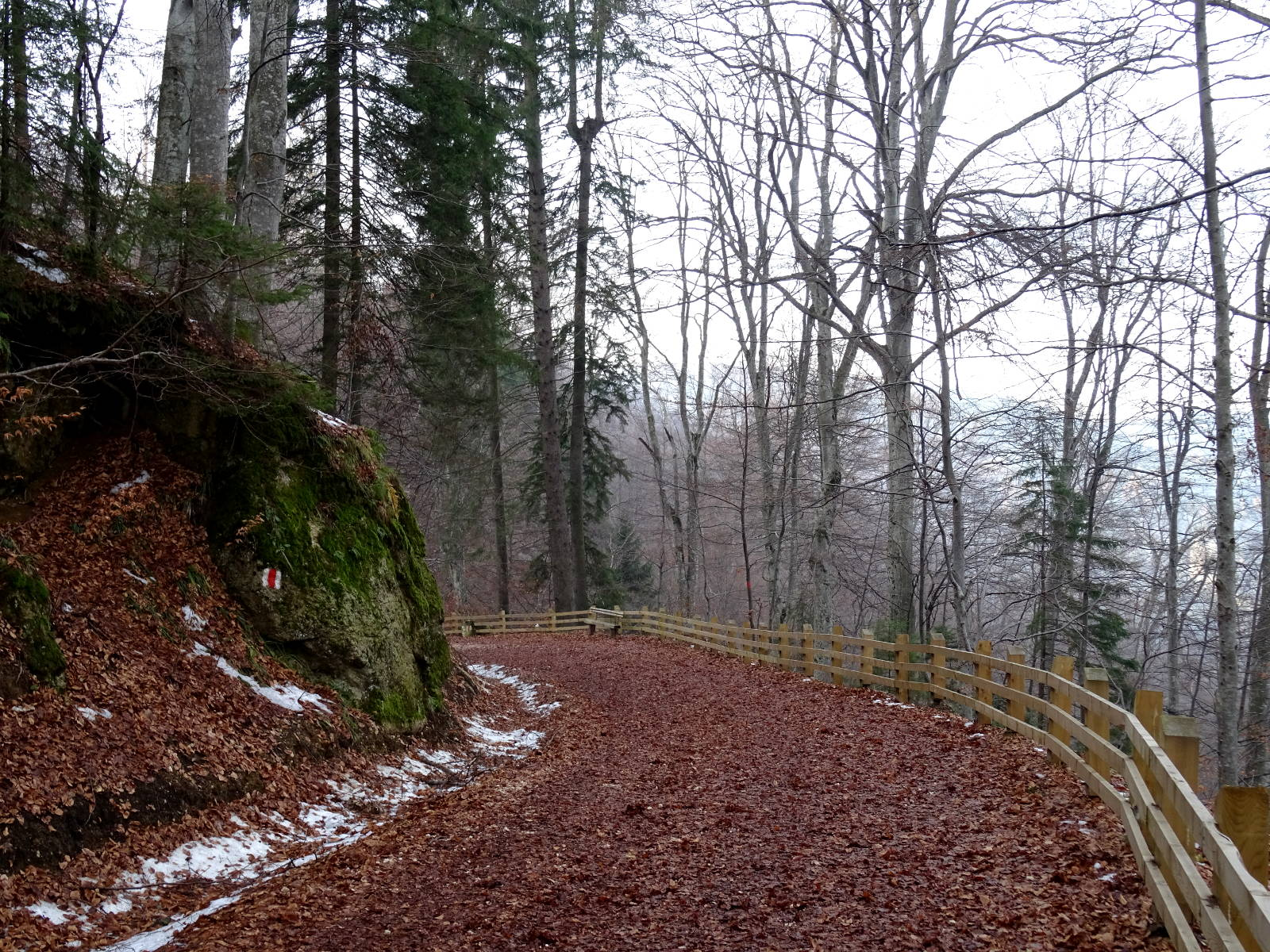
Drumul Vechi al Poienii astăzi

## Aniversarea a 50 de ani de la construirea Drumului de Poiană

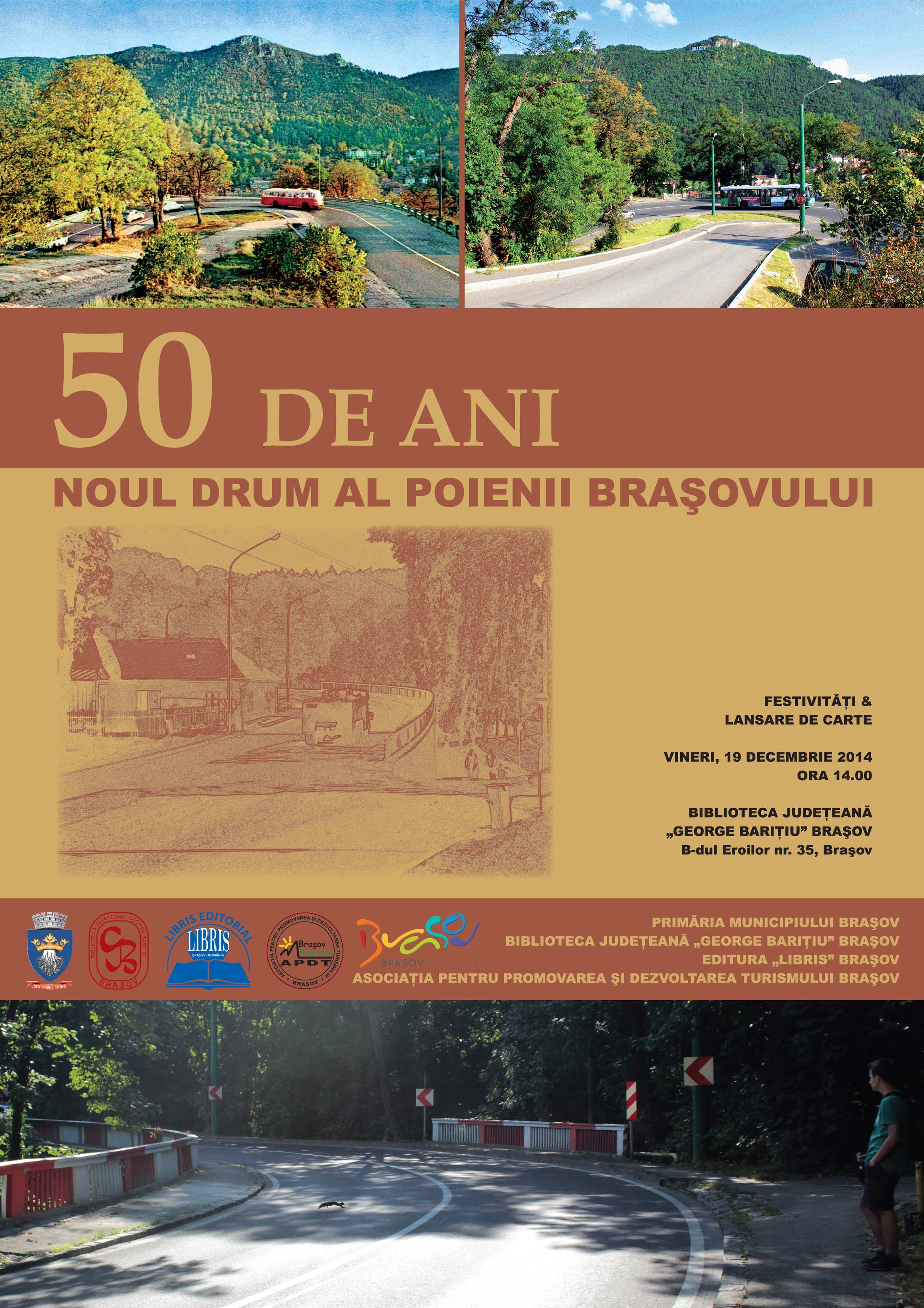
Afișul evenimentului „50 de ani de la inaugurarea Drumului de Poiană - 2014”

Cu ocazia împlinirii a 50 de ani de la realizarea acestei construcții deosebite a avut loc, pe data de 19 decembrie 2014, la Biblioteca Județeană „George Barițiu” din Brașov, un eveniment special, prilej cu care a fost lansată cartea „Drumul Livada Poștei - Warte - Poiana Brașov - 50 de ani de existență 1964-2014”, scrisă de arh. Gruia Hilohi. Șeful de proiect al drumului și autor al prefaței cărții, ing. Alexandru Filipescu, în vârstă de 83 de ani la vremea respectivă, comenta:
„Exact în urmă cu 50 de ani, la ora 12,30 a fost inaugurat drumul Brașov — Poiana Brașov de conducătorul de atunci al României, Gheorghe Gheorghiu-Dej. Deși drumul nu era asfaltat, era de macadam, conducătorul statului a spus ca drumul să fie asfaltat în cel mai scurt timp. Este adevărat că asfaltarea drumului s-a încheiat în totalitate în anul 1966. Pentru vremea respectivă a fost o realizare extraordinară a autorităților locale pentru că toate cheltuielile au fost suportate de primărie. Pe lângă dezvoltarea industrială puternică a Brașovului de atunci, darea în folosință a drumului spre stațiunea Poiana Brașov a creat o dezvoltare explozivă a turismului în stațiune”